# 阿耳卡狄亚区

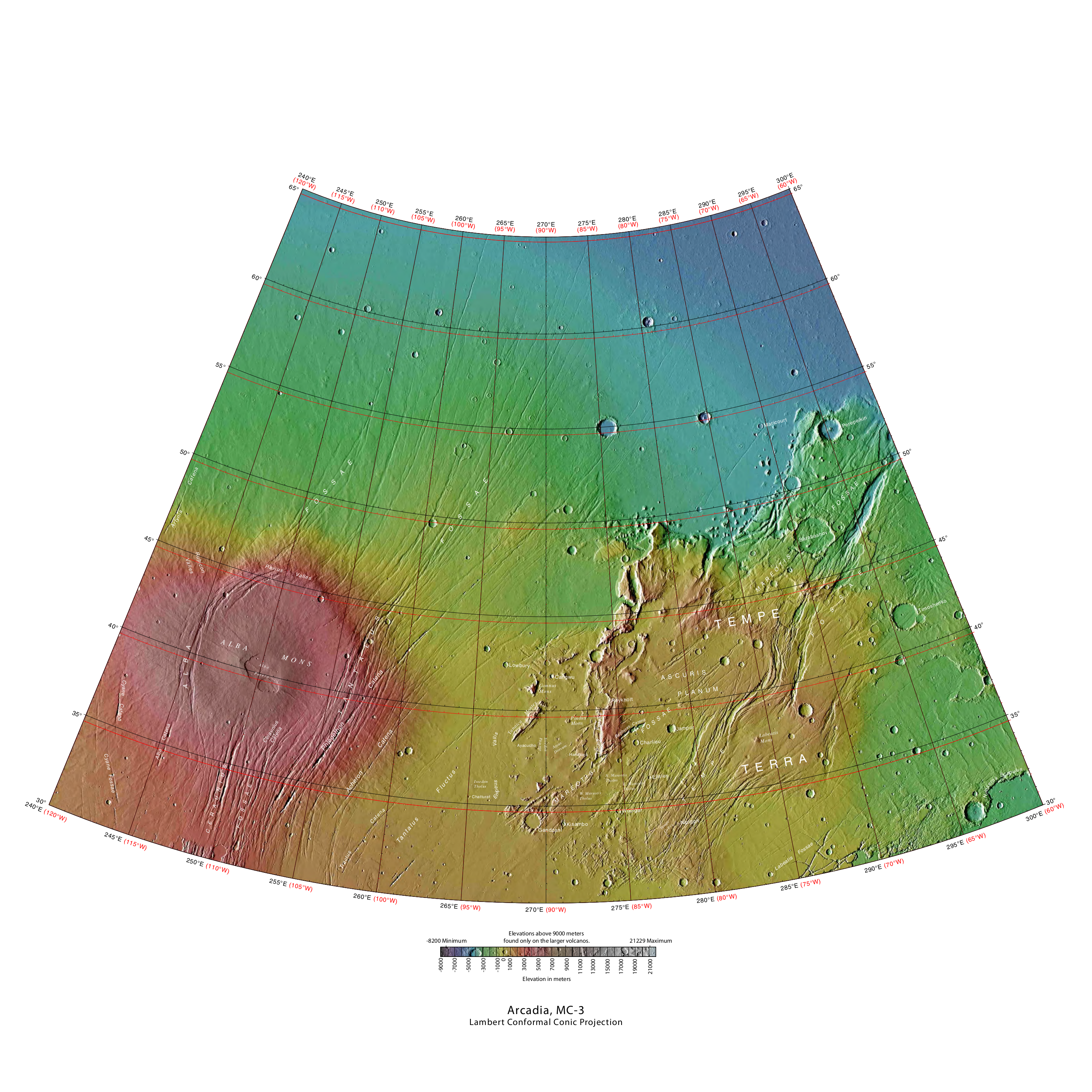
阿耳卡狄亚区

阿耳卡狄亚区是美国地质调查局太空地质学研究计划（Astrogeology Research Program）对火星表面划分的30个区域之一，编号为MC-3。阿耳卡狄亚区位于火星西半球的中北部，覆盖了火星东经240°至300°（西经60°至120°）、北纬30°至65°的区域。该区域使用1:5,000,000比例尺的朗伯等角圆锥投影。
阿耳卡狄亚区的南北边界分别为大约3,065公里与1,500公里宽，南北距离则为约2,050公里。覆盖范围约为490万平方公里，占火星表面积的3%以上。